# Paraliparis meridionalis
Paraliparis meridionalis är en fiskart som beskrevs av Kido, 1985. Paraliparis meridionalis ingår i släktet Paraliparis och familjen Liparidae. Inga underarter finns listade i Catalogue of Life.